# Teza de Losa
Teza de Losa es una localidad del municipio burgalés de Valle de Losa, en la Comunidad Autónoma de Castilla y León (España). 
La iglesia está dedicada a san Nicolás.

## Localidades limítrofes
Confina con las siguientes localidades:
- Al noreste con Baró.
- Al este con Villacián.
- Al sureste con San Martín de Losa.
- Al oeste con Lastras de Teza.

## Demografía
Evolución de la población
| Gráfica de evolución demográfica de Teza de Losa entre 2000 y 2017 |
|                                                                    |
| Población de derecho (2000-2017) según el padrón municipal del INE |

## Historia
Así se describe a Teza de Losa en el tomo XIV del Diccionario geográfico-estadístico-histórico de España y sus posesiones de Ultramar, obra impulsada por Pascual Madoz a mediados del siglo XIX:

Lugar en la provincia, audiencia territorial, capitanía general y diócesis de Burgos (17 leguas), partido judicial de Villarcayo (5), ayuntamiento y junta de Villalva de Losa (1 ½); Situado en un llano con buena ventilación y clima frío, pero saludable; las enfermedades comunes son pleuresías. Tiene 19 casas; escuela de instrucción primaria dotada con 15 fanegas de trigo; una iglesia parroquial (San Nicolás) servida por un cura párroco; contiguo a ella está el cementerio. El término confina N Baro; E San Martín; S Villota, y O Lastras. El terreno es de mediana calidad; el monte está poblado de robles; hay canteras de piedra. Los caminos son locales. El correo se recibe de Medina de Pomar. Producciones: cereales, legumbres y patatas; cría ganado caballar y lanar, y caza de codornices. Población: 23 vecinos, 80 almas. Capital productivo: 416.000 reales. Imponible: 38.394.
Diccionario geográfico-estadístico-histórico de España y sus posesiones de Ultramar